# Gong Xiangyu
Gong Xiangyu (em chinês:  龚翔宇; 21 de abril de 1997) é uma voleibolista profissional chinesa, campeã olímpica.

## Carreira
Gong é membra da seleção chinesa de voleibol feminino. Em 2016, representou seu país nos Jogos Olímpicos de Verão no Rio de Janeiro, que foi campeã.

## Premiações individuais
- Melhor Oposta do Montreux Volley Masters  de 2016